# Pedro Gras y Bellvé
Pedro Gras y Bellvé (Reus, 1822-Falset, 1882) fue un escritor español.

## Biografía
Nacido en Reus el 2 de enero de 1822, siguió la carrera del Notariado. Obtuvo por oposición una notaría en la villa de Falset. En 1840 formó parte de la redacción del periódico El Liceo de Reus y en 1843 del Juglar. Escribió las siguientes composiciones dramáticas Lo mismo es ella que todas, comedia en tres actos y en verso, representada en Reus en 1842, Isabel Besora la pastoreta ó sea la peste de Reus en 1592, drama histórico, en verso catalán, en tres actos (Reus, imp. de la Viuda é hijos de Sabater, 1857, en 8.° 105 páginas 5 sin foliar de notas).
En la revista El Eco del Centro de Lectura de Reus (1879-80) publicó curiosos estudios sobre la historia de Reus, algunos de ellos en forma de memorias íntimas, nutridos de datos y observaciones sobre los acontecimientos de Reus durante la minoría de Isabel II y la regencia de  María Cristina. Publicó varias poesías castellanas y catalanas y algunas en Los trobadors nous. Murió en Falset el 6 de junio de 1882. Su hijo fue el escritor Francisco Gras y Elías.